# Système européen d'information sur les feux de forêt
 (août 2022).
Le Système européen d'information sur les feux de forêt (EFFIS) est un service public européen qui soutient les services chargés de la protection des forêts contre les incendies dans l'UE (Union européenne) et les pays voisins et qui fournit des informations actualisées et fiables sur les feux de forêt en Europe à la Commission européenne et au Parlement européen.
Depuis 1998, l'EFFIS est soutenu par un réseau d'experts des pays membres appelé le Groupe d'experts sur les incendies de forêt, qui est enregistré auprès du Secrétariat général de la Commission européenne. Actuellement, ce groupe est composé d'experts de 43 pays d'Europe, du Moyen-Orient et d'Afrique du Nord. 
En 2015, l'EFFIS est devenu l'une des composantes des services de gestion des urgences dans le cadre du programme Copernicus de l'UE. 